# Boro Kanda Kassy
Boro Kanda Kassy (Schreibvariante: Boro Kanda Kasseh, Boro Kandakase, Boro Karida Kassy) ist eine Ortschaft im westafrikanischen Staat Gambia.
Nach einer Berechnung für das Jahr 2013 leben dort etwa 1081 Einwohner, das Ergebnis der letzten veröffentlichten Volkszählung von 1993 betrug 781.

## Geographie
Boro Kanda Kassy liegt am nördlichen Ufer des Gambia-Flusses, in der Upper River Region Distrikt Wuli.